# Gerard Garriga
Gerard Garriga Gibert (* 28. Mai 1993 in El Morell) ist ein spanischer Fußballspieler, der hauptsächlich im Zentrum als zentraler Mittelfeldspieler eingesetzt wird.

## Karriere
In seiner Heimat spielte Garriga zumindest bis März 2018 bei Atlétic Alpicat. Danach zog es ihn nach Neuseeland, wo er fortan für den Western Springs AFC auflief. Dort blieb er bis Oktober 2019 und schloss sich anschließend Waitakere United an, mit welchen er dann in der Premiership antrat und bis zu deren Ende er bei dem Franchise verbleib. Als Stammspieler steuerte er in seinen zwei Jahren insgesamt sechs Treffer bei. Für die Saison 2021 kehrte er nach Western Springs zurück und übernahm im ersten Saisonspiel direkt die Kapitänsbinde. Bereits in der 9. Minute musste er verletzt ausgewechselt werden und verpasste die nächsten zehn Spieltage mit einem Außenbandriss im Knie. Nach seiner Rückkehr kam er noch auf sieben weitere Einsätze und erzielte ein Tor. Vom 17. Spieltag bis zum Saisonende fiel er aufgrund einer Verletzung erneut aus.
Zum Jahr 2022 wechselte er zum neuseeländischen Rekordmeister Auckland City FC. Hier kam er nach Startschwierigkeiten zu einem Stammplatz und gewann mit seinem Klub direkt die Meisterschaft. Er sammelte auch Einsätze in der OFC Champions League und war Teil der Mannschaft bei der Klub-WM 2023. Insgesamt gewann er mit seinem Team bislang insgesamt drei Mal die Champions League und stand auch im Kader beim ersten Spiel des Interkontinental-Pokal.